# Parque nacional del Teide
El parque nacional del Teide es un espacio natural protegido español situado en la isla de Tenerife, Canarias. Fue declarado el 22 de enero de 1954 como parque nacional.
Es el mayor y más antiguo de los parques nacionales de Canarias y el tercero más antiguo de España. En 2007 fue declarado Patrimonio de la Humanidad por la Unesco y, también desde ese año, uno de los 12 Tesoros de España.
En esta zona se encuentra el volcán del Teide (en guanche y originariamente, Echeyde o Echeide) que con sus 3715 metros, es el pico más alto de Canarias, de España y de cualquier tierra emergida del océano Atlántico. Es, además, el tercer volcán más grande del mundo desde su base en el lecho oceánico, solo superado por el Mauna Kea y el Mauna Loa en Hawái. La altura del Teide convierte además a la isla de Tenerife en la décima isla más alta de todo el mundo. Junto al Teide se encuentra la segunda montaña más alta del archipiélago canario, el Pico Viejo con 3135 metros sobre el nivel del mar, siendo ambos las únicas montañas canarias que sobrepasan los 3000 metros de altitud.
El parque nacional del Teide fue en 2008 el parque nacional más visitado de los cuatro con los que cuentan las Islas Canarias, con un total de 2,8 millones de visitantes, según datos del Instituto Canario de Estadística (ISTAC), siendo además el parque nacional más visitado de España con 4 079 823 visitantes en 2016. Además es el parque nacional más visitado de Europa y actualmente el noveno del mundo.

## Historia

Parque nacional del Teide en 3D.

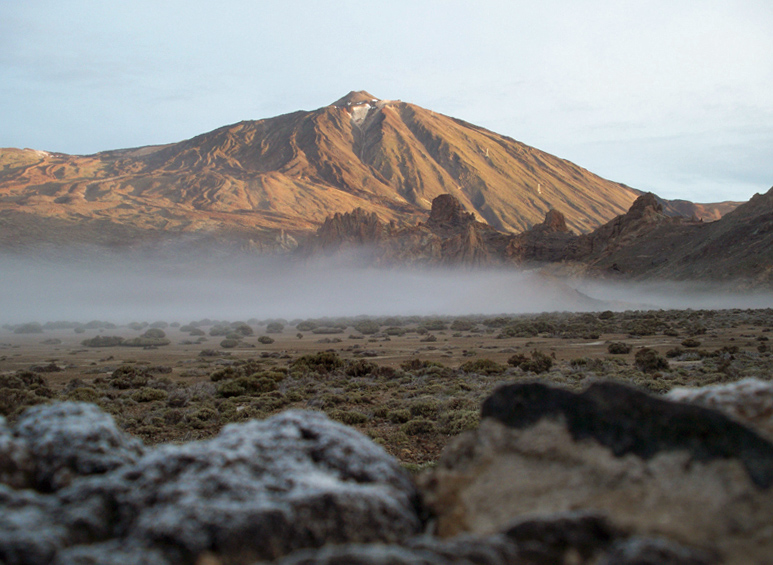
El Llano de Ucanca y el Teide al fondo.

El parque nacional del Teide tiene un amplio valor histórico. Este lugar, aparte de tener un importante significado espiritual para los guanches, venía a ser un recurso fundamental para el sustento y supervivencia de estos pobladores en algunas épocas del año, ya que en los períodos estivales era numerosa la concentración de ganados y el pastoreo en esta zona. En el parque son importantes los yacimientos arqueológicos que se han descubierto. Los guanches conocían al Teide con el nombre de "Echeyde" cuyo significado era "morada de Guayota, el Maligno". Según la leyenda, Guayota secuestró al dios del Sol, para los guanches Magec, y lo encerró en el interior del volcán sumiendo a la isla en total oscuridad. En ese momento los guanches invocaron a Achamán, su dios celeste supremo, y suplicaron su ayuda. Achamán consiguió derrotar a Guayota y, logró de ese modo, poner fin al cautiverio del Sol y sellar la boca de Echeyde con Guayota en su interior. Este relato parece coincidir con el último gran episodio eruptivo del Teide. En el año 1492, justo cuando Cristóbal Colón partía de la isla colombina dispuesto a conquistar el Nuevo Mundo, el volcán Boca Cangrejo, cercano al Teide, se encontraba en erupción.

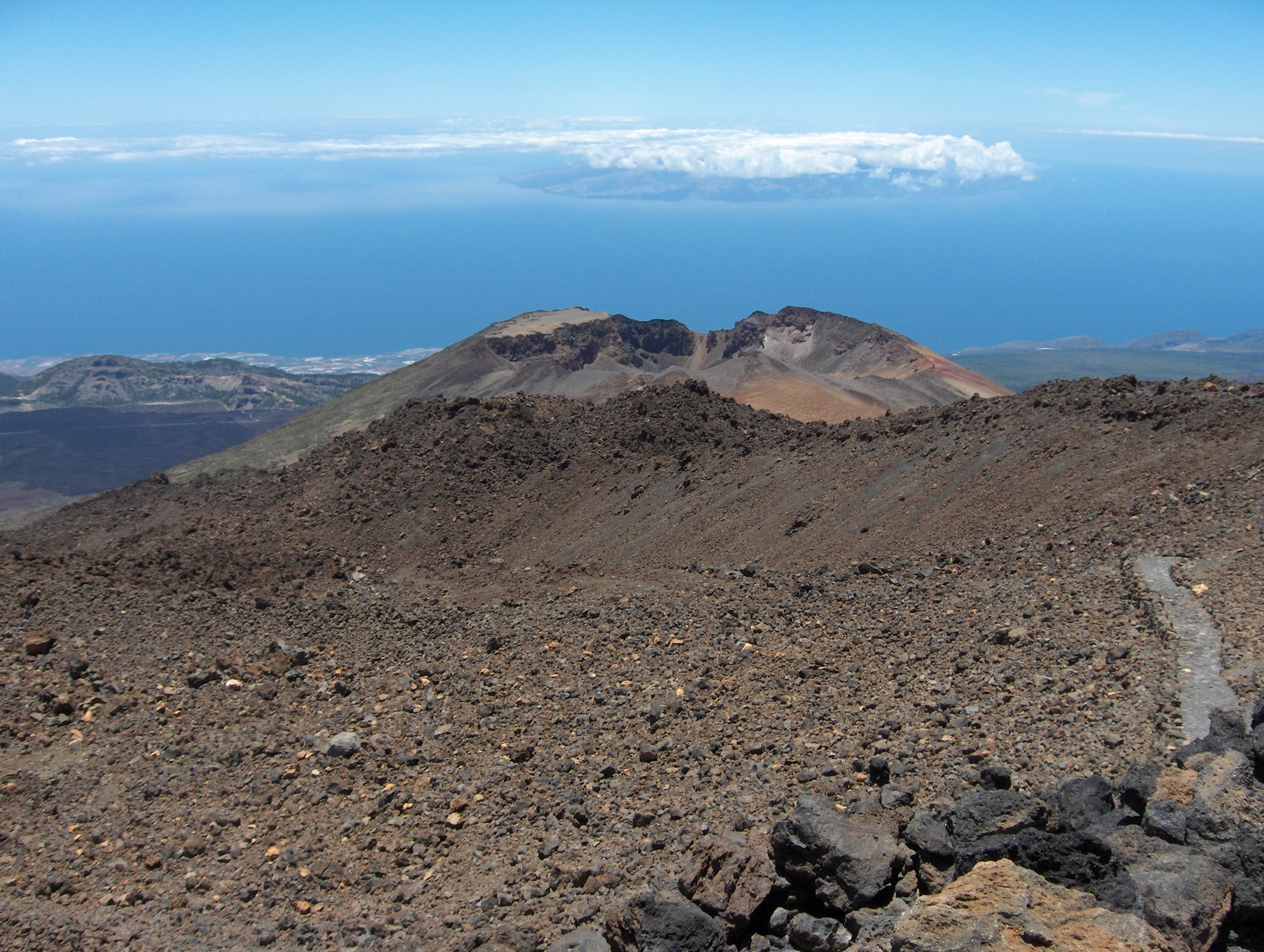
Pico Viejo.

En 1798, la última gran erupción producida, constituyó las denominadas Narices del Teide, en la que 12 millones de metros cúbicos de lava fueron vertidos durante tres meses desde el Pico Viejo.
En 1981 el parque fue reclasificado y se estableció un régimen jurídico especial. En 1989, el Consejo de Europa concedió al parque nacional el Diploma Europeo, en su máxima categoría. Este reconocimiento a la gestión y a la conservación ha sido posteriormente renovado en 1994, 1999 y 2004. En diciembre de 1999, el gobierno de España amplió la superficie del parque mediante la incorporación de ciertos terrenos colindantes, en una superficie de 5419 hectáreas, llevándolo a su superficie actual de 18 900 hectáreas. Como celebración del 50 aniversario de su transformación en parque nacional, en 2002 se iniciaron los trámites para que la Unesco lo nombrase Patrimonio de la Humanidad. El día 28 de junio de 2007, tras cinco años de trabajo y esfuerzo, la Unesco decidió declarar el parque nacional del Teide Patrimonio de la Humanidad en su Convención de Patrimonio Mundial de la UNESCO reunida en Christchurch, Nueva Zelanda. El parque nacional del Teide es además desde finales de 2007, uno de los 12 Tesoros de España.
Ha sido en el Centro de Investigación Atmosférica de Izaña donde hubo más horas de sol en 2007 en España, con 3845, y también fue el lugar donde se registró la temperatura media más baja, 10,2 grados de media en todo el año (según se desprende de los datos de los que dispone el Instituto Nacional de Estadística, recogidos en su anuario estadístico).

## Consideraciones generales

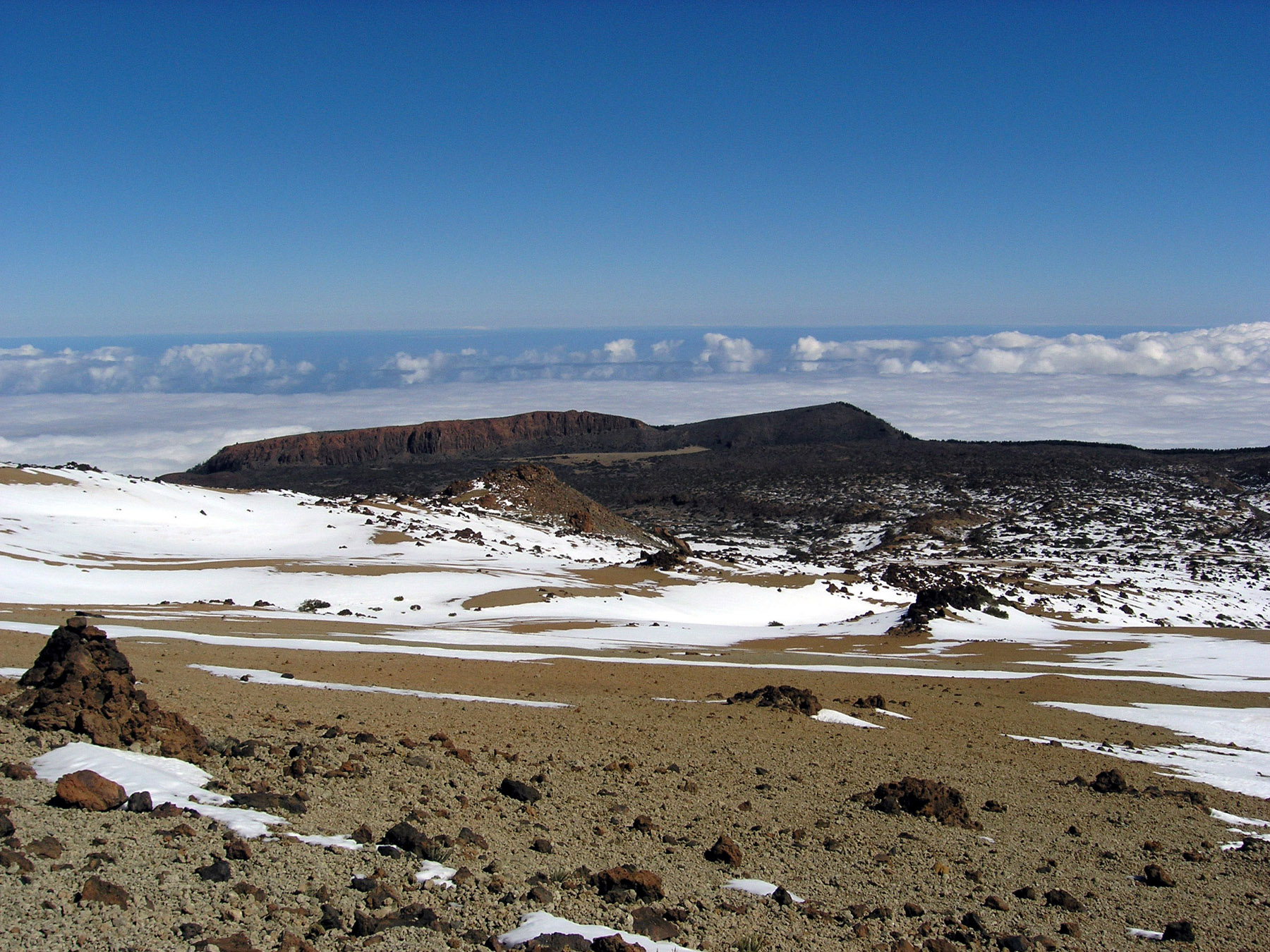
Montaña Blanca, al fondo La Fortaleza y El Cabezón.

Geomorfológicamente está formado por dos grandes depresiones coronadas por el Teide, con 3715 m de altitud. Numerosas coladas de diferentes erupciones, junto a las montañas y volcanes repartidos por todo el parque, forman un paisaje característico. El alto de Guajara, el Llano de Ucanca, las Siete Cañadas, La Fortaleza, los roques de García y el Pico Viejo (o Chahorra) son ejemplos muy importantes y característicos que forman el paisaje natural del parque. 
También la flora ha sido estudiada por científicos como Alexander von Humboldt y Eric R. Sventenius. Alberga endemismos de carácter insular, regional y local, y cuenta con 11 hábitats de interés comunitario, que ocupan el 75 % de su superficie. Además, cabe recalcar la importancia, en cuanto a número y exclusividad, de su fauna invertebrada.
Es el parque nacional de España que más visitantes recibe al año y cuenta en el apartado de hospedaje con el parador de turismo de Las Cañadas del Teide. Según los datos correspondientes al año 2004, con 3,5 millones de visitas anuales, es el paraje volcánico que más visitas recibe del mundo, solo superado por el monte Fuji, en Japón.
El parque nacional del Teide es complementario del parque nacional de los Volcanes de Hawái. Esto se debe principalmente al estar en cada uno de ellos representadas las estructuras y formas volcánicas de los magmas menos evolucionados de este tipo de islas (Hawái) y los más evolucionados y diferenciados (Teide). Por otra parte, paisajísticamente el parque nacional del Teide comparte características similares con el parque nacional del Gran Cañón del Colorado (Arizona, Estados Unidos).

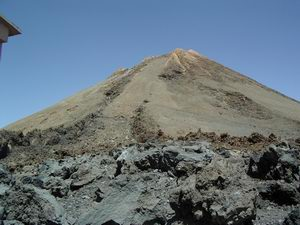
Pico del Teide en verano.
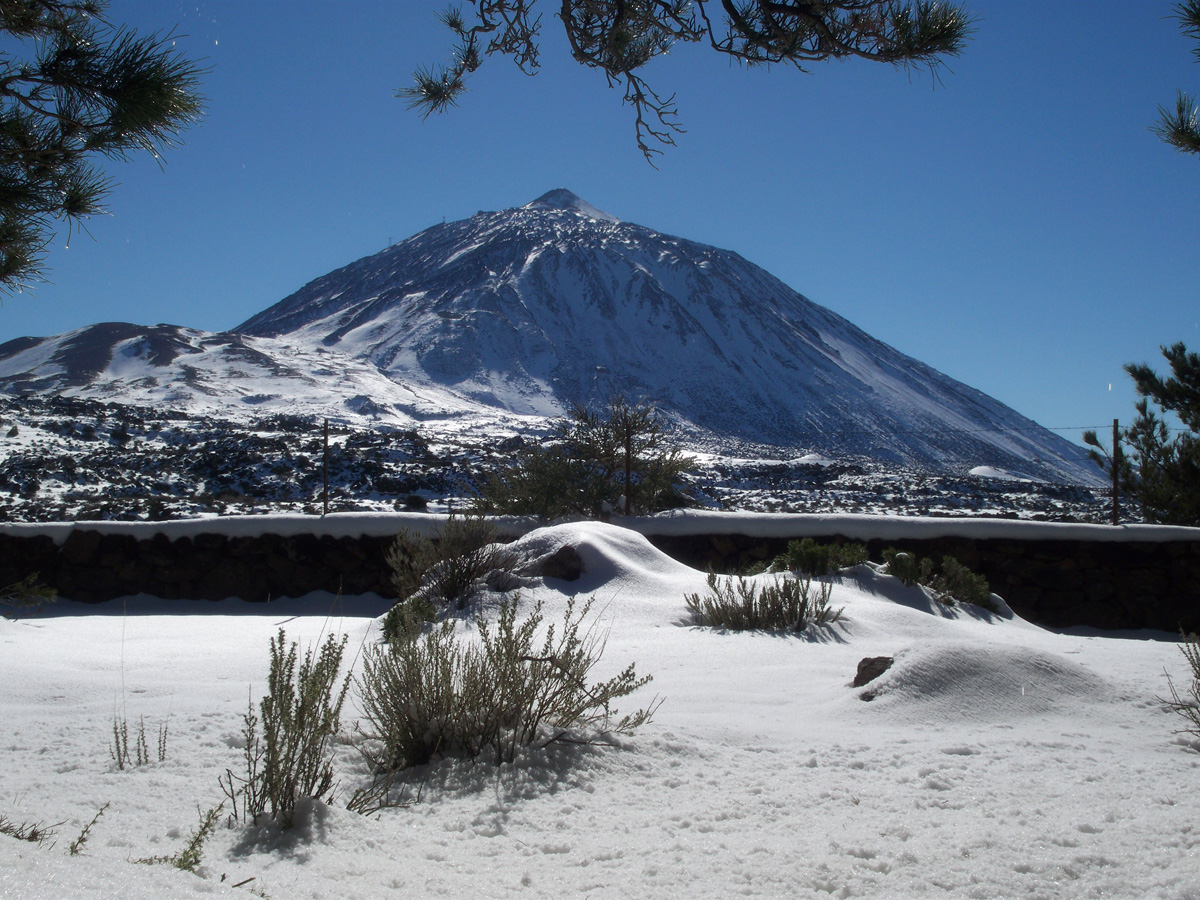
Parque Nacional del Teide en invierno.
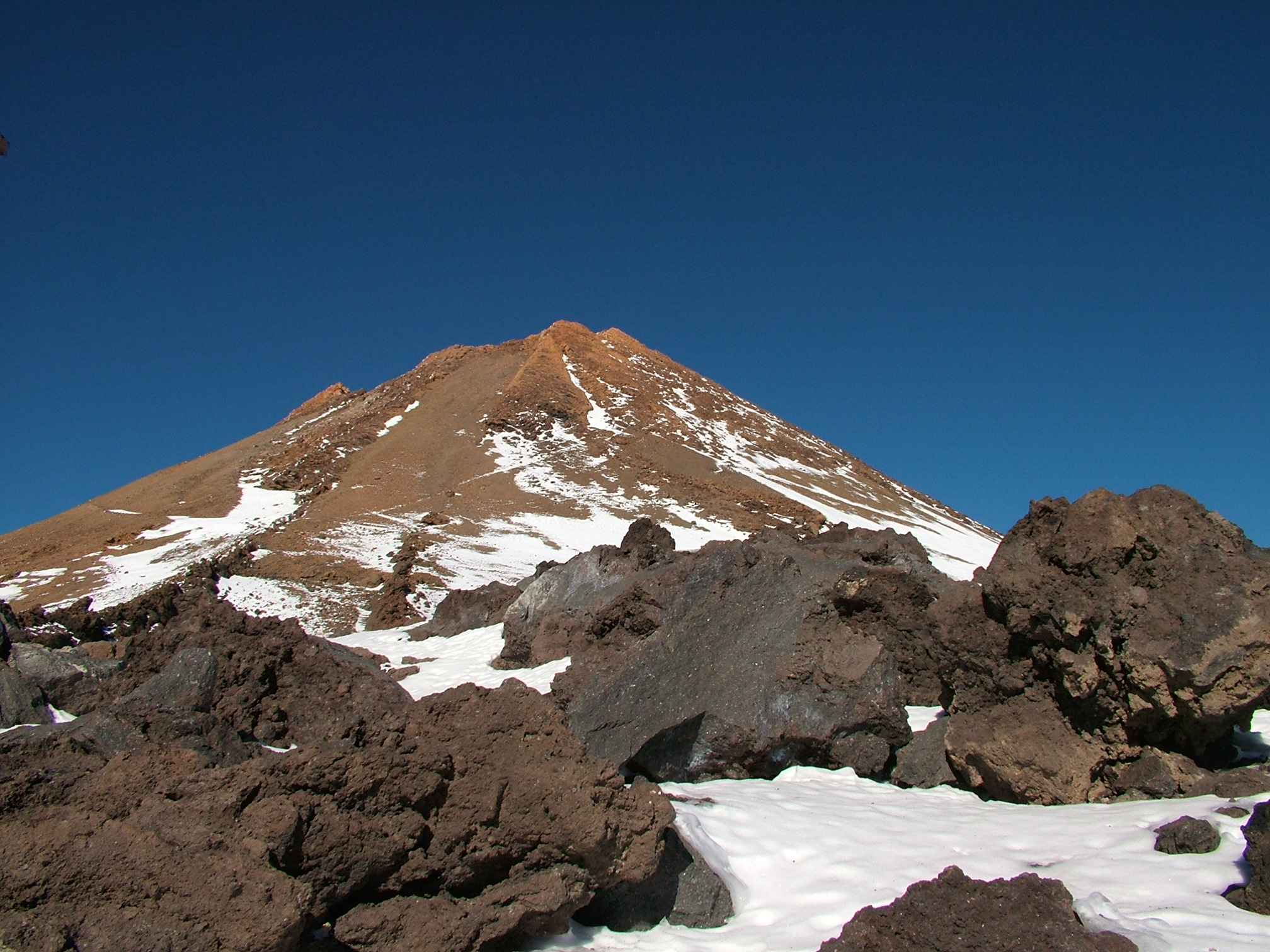
Pico del Teide en invierno.
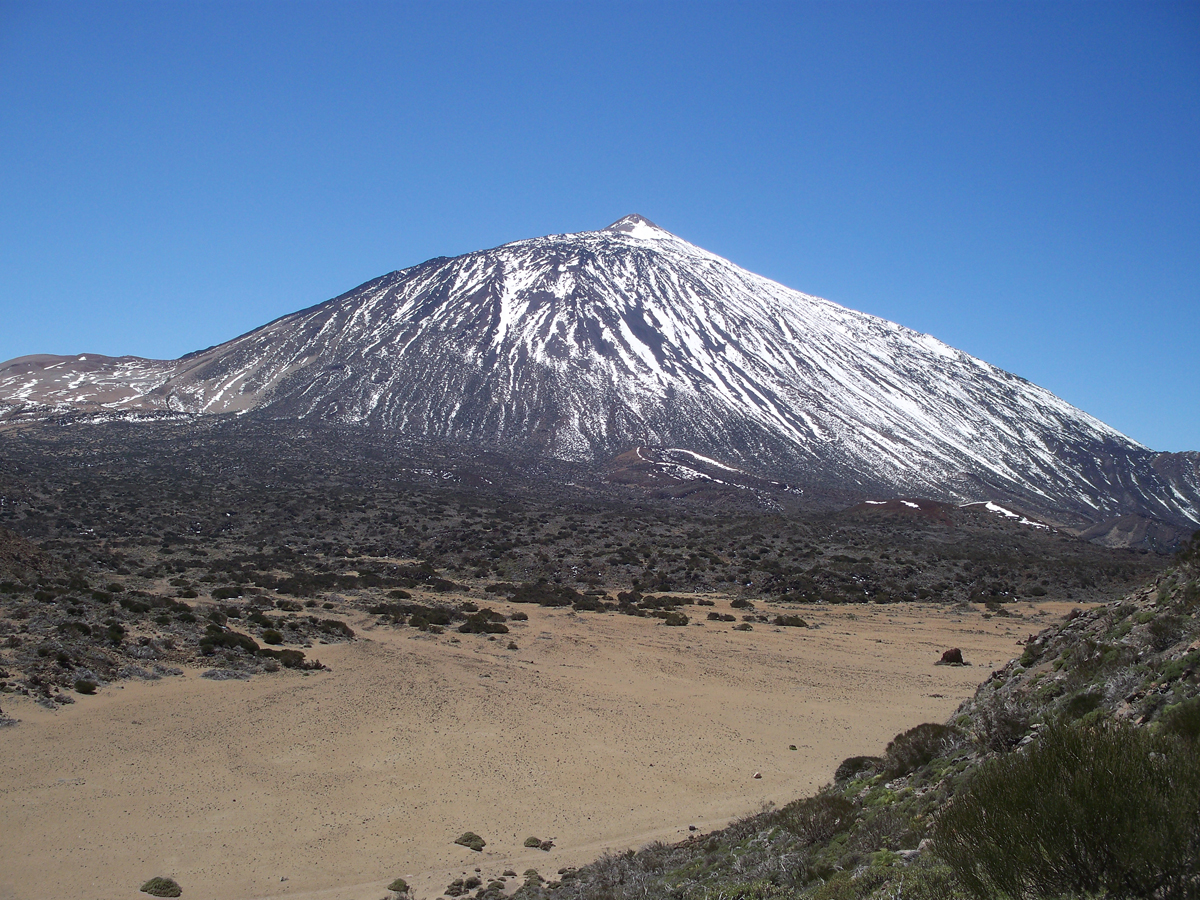
El Teide desde La Fortaleza.
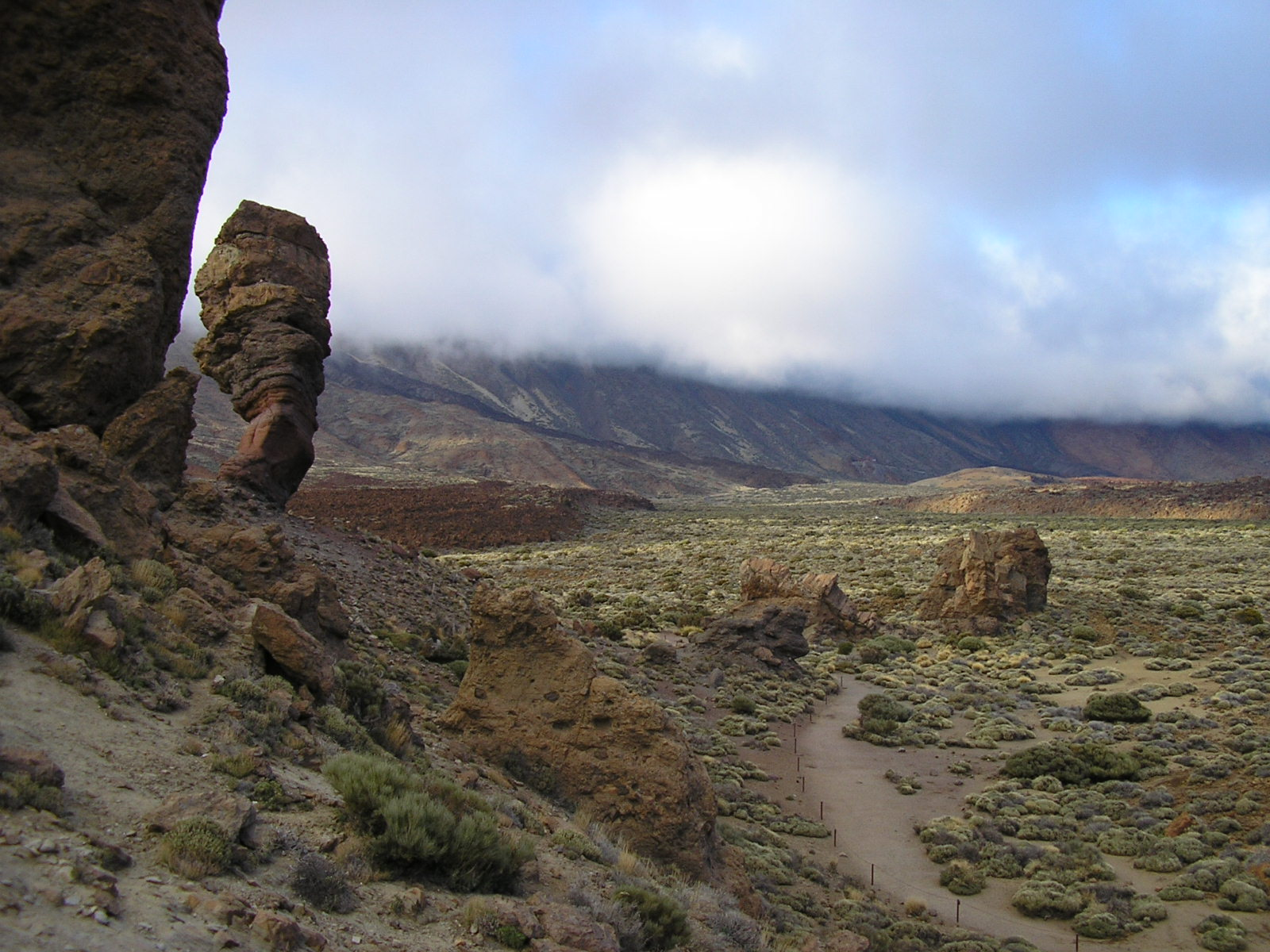
Falda del Teide.

## Biodiversidad

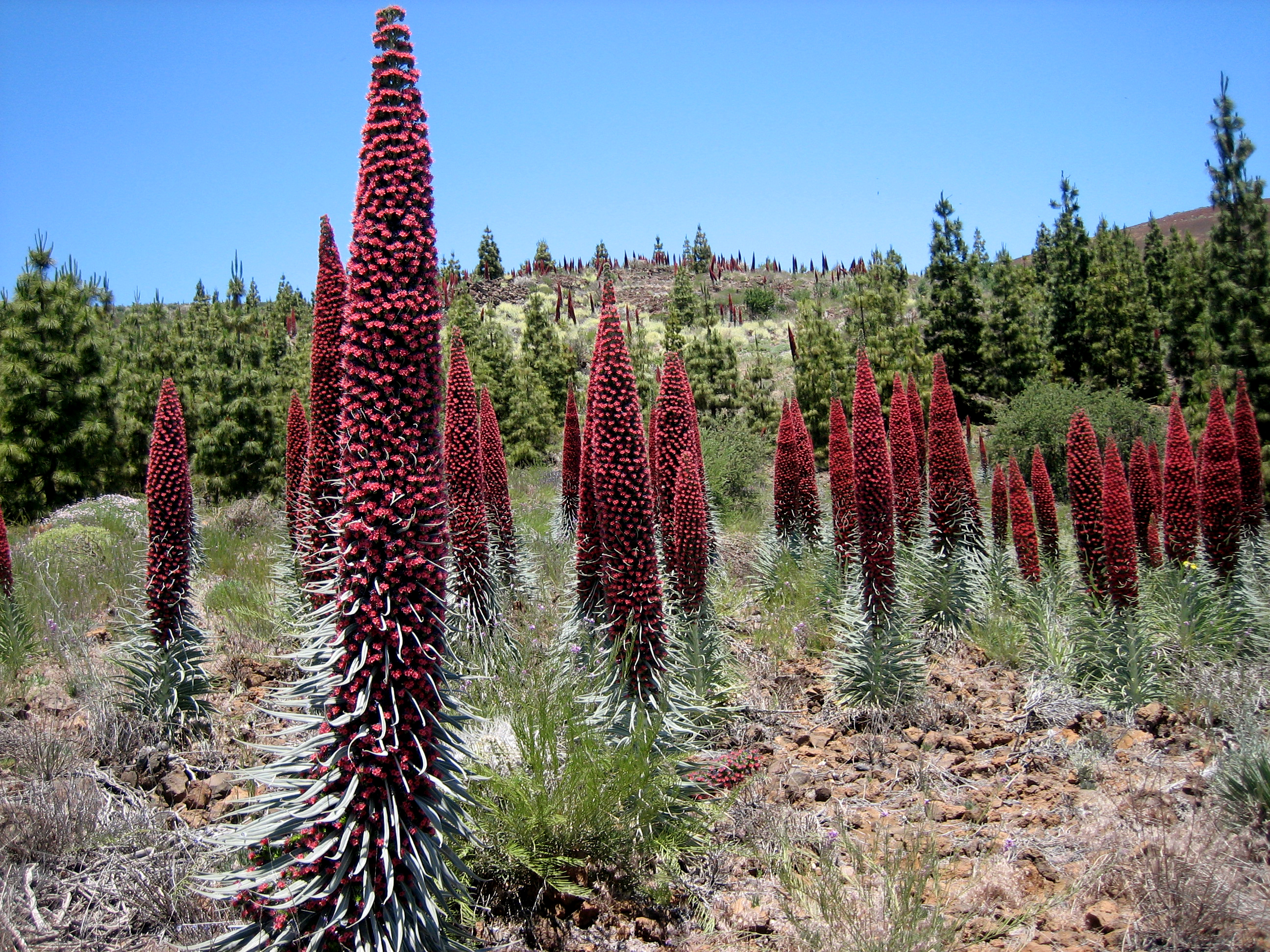
Tajinastes rojos.

En el parque nacional del Teide se suman un total de 194 plantas superiores. De ellas, 58 son consideradas plantas endémicas canarias. En la actualidad, según el Catálogo Nacional de Especies Amenazadas, tres especies vegetales se encuentran en peligro de extinción y otras doce en situación vulnerable. Para muchos endemismos, las paredes y oquedades que las piedras de las Cañadas conforman suponen un verdadero refugio para su conservación. Destaca por ejemplo el tajinaste rojo (Echium wildpretii), la jara de Las Cañadas (Cistus osbeckifolius), el rosal del guanche, en grave situación pues su población no supera los 50 ejemplares, el alhelí del Teide (Erysimum scoparium), la hierba pajonera (Descurainia bourgaeana), la retama del Teide (Cytisus supranubius ) y la escasa Helianthemum juliae. Superando los 2400 m de altitud crece una planta muy frágil y delicada, la violeta del Teide (Viola cheiranthyfolia). Esta, no solo es una de las pocas plantas que habita en la alta montaña, sino que además se encuentra dentro del enorme grupo de plantas que florece a mayor altitud de todo el territorio nacional.

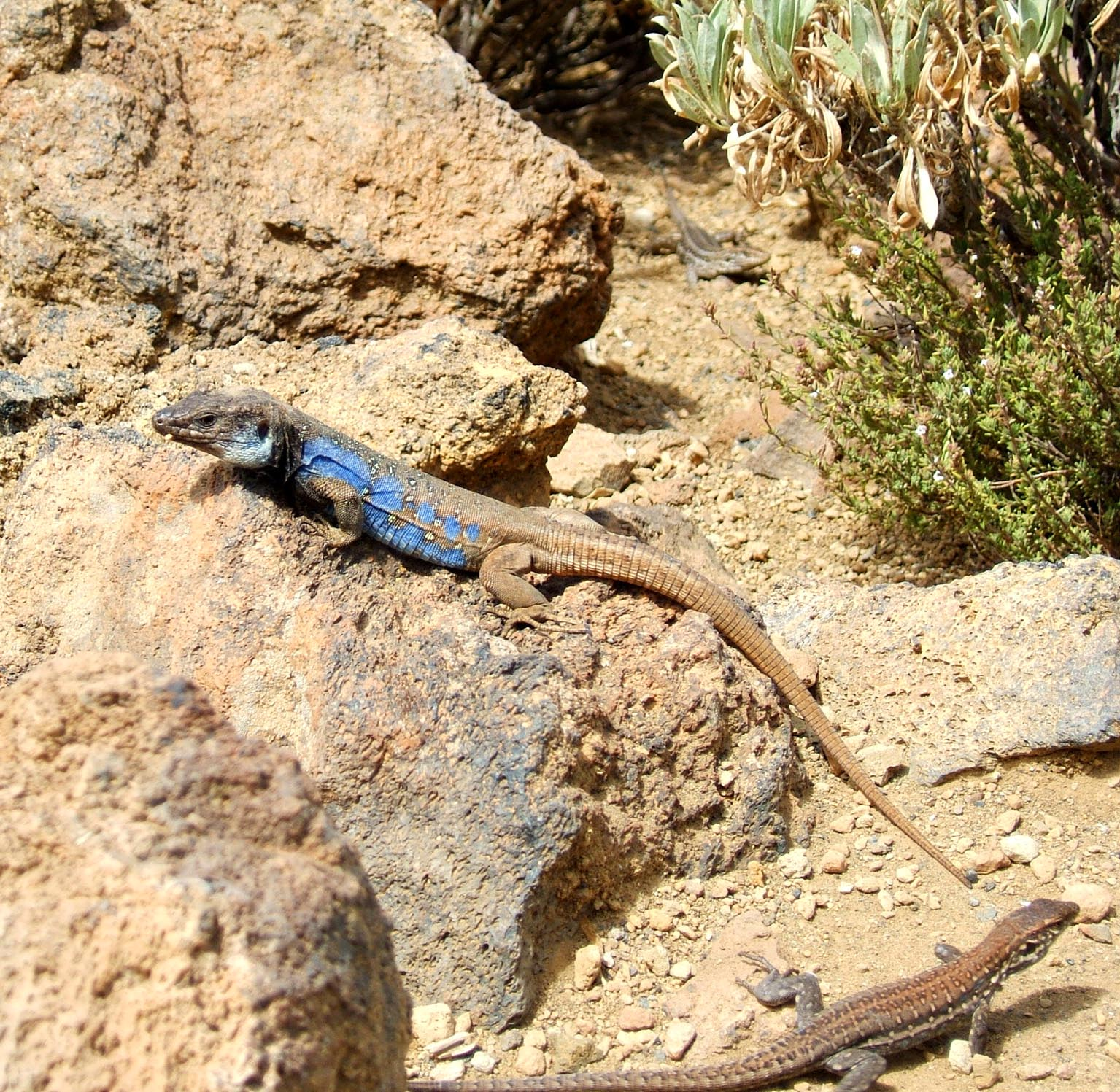
Lagarto tizón Gallotia galloti.

Con el objetivo de dar respuesta a las muchas amenazas a las que está sometida esta flora (influencia humana, especies introducidas), se han aprobado distintos planes que buscan arrojar luz al futuro de este sensible ecosistema. Estos planes intentan coordinar el desarrollo de las diferentes actividades que se pueden llevar a cabo para tratar de recuperar las poblaciones de estas especies: semilleros masivos en vivero, colecta de semillas, análisis de la estructura, restituciones, experiencias de germinación en laboratorio, dinámica y genética de poblaciones.
Dentro del apartado de fauna, las especies que habitan el parque nacional de forma temporal o permanente a lo largo del año son la abubilla, el alcaudón real, el bisbita caminero, el búho chico, el canario, el cernícalo vulgar, conejos, cuervos, la curruca cabecinegra y la curruca tomillera, gavilanes, el herrerillo común, el lagarto tizón, la lavandera cascadeña, mirlos, mosquiteros, el murciélago orejudo canario, la paloma bravía, la perdiz moruna, el perenquén de Delande, el petirrojo, el pinzón azul, ratones, tórtolas, vencejo unicolor, el muflón, el erizo moruno, la pimelia del Teide y el gato cimarrón (asilvestrado).

## Lugar de interés científico
La similitud entre las condiciones ambientales y geológicas del parque nacional del Teide y las del planeta Marte han convertido este enclave volcánico en punto de referencia para estudios relacionados con el planeta rojo.
Las analogías existentes entre el planeta rojo y algunas zonas de Tenerife convierten a la isla en el lugar idóneo para las pruebas de los instrumentos que viajarán a Marte y que revelarían vida pasada o presente en ese planeta. En 2010 un equipo investigador probó en Las Cañadas del Teide, el instrumento Raman que se enviará en la próxima expedición al planeta rojo, ESA-NASA Exomars, de 2016-2018.
En 2011 un equipo de investigadores del Reino Unido visitó en junio el parque nacional para ensayar un método para la búsqueda de vida en Marte y dar con lugares para probar, en 2012, nuevos vehículos robotizados.

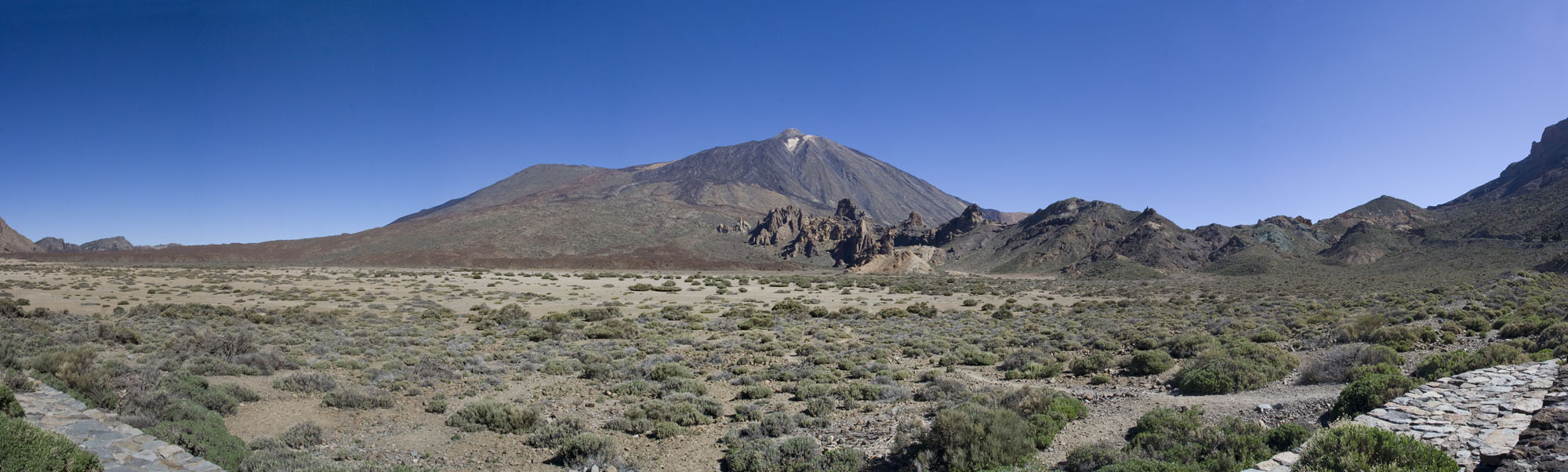
Panorámica del parque nacional.

## Reconocimientos y certificaciones

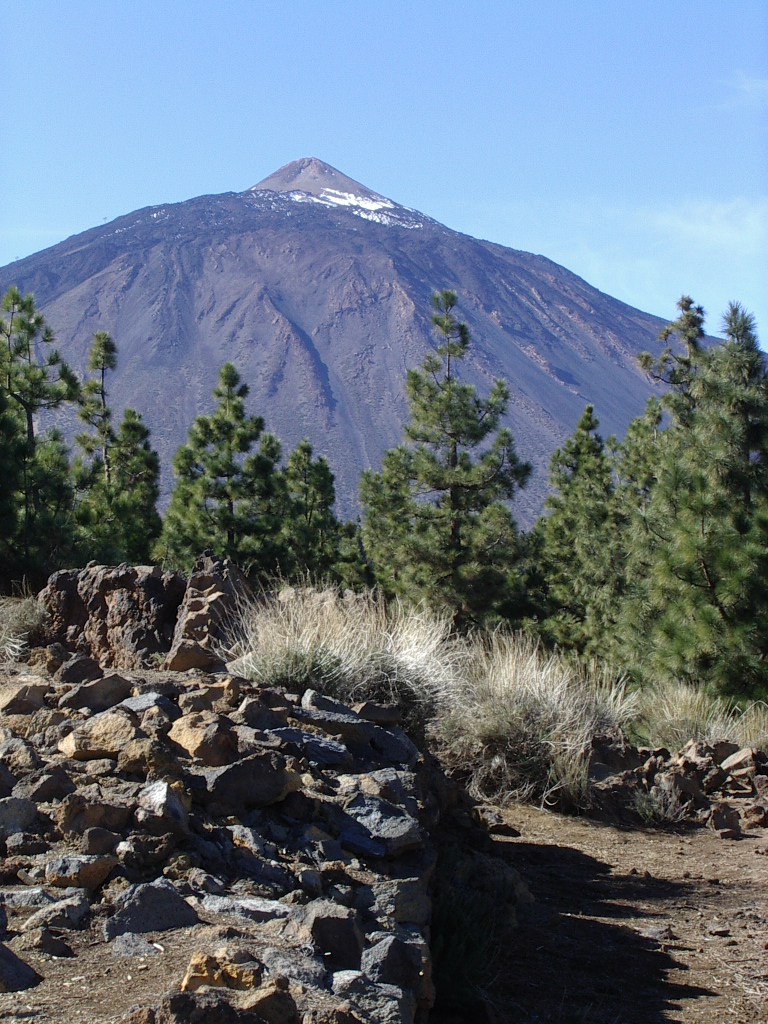
Principio del parque nacional.

A lo largo de su historia el parque nacional del Teide ha recibido diferentes distinciones. Entre las más importantes otorgadas recientemente destacan:
- 1989: Diploma del Consejo de Europa a la Conservación. Renovado en 1994, 1999 y 2004.

- 1995: Premio de Medio Ambiente, modalidad Instituciones, otorgado por el Cabildo Insular de Tenerife.

- 1996: Condecoración al Mérito Turístico del Ministerio de Comercio y Turismo.

- 1999: Premio Amables del Turismo y Convivencia Ciudadana, otorgado por el Centro de Iniciativas y Turismo de Santa Cruz de Tenerife.

- 2005: Certificación Ambiental ISO 14001.

- 2006: Sistema Comunitario de Gestión y Auditorías Medioambientales (EMAS).

- 2007: Patrimonio Mundial y Red Natura 2000.

## Hermanamientos
El parque nacional del Teide está hermanado y tiene convenios de colaboración con:
- El parque nacional Rapa Nui (Isla de Pascua, República de Chile): desde el año 2001.[22][23]

Además el parque nacional del Teide participa en diferentes programas internacionales de asesoramiento e intercambio con otros parques nacionales del mundo (especialmente Centroamérica y Sudamérica, y a través de la Federación EUROPARC-España con otros parques nacionales de Europa). En lo que se refiere a cooperación internacional, el parque nacional del Teide ha aportado su apoyo técnico al parque nacional de Souss-Massa situado en el suroeste de Marruecos.

## En la cultura popular

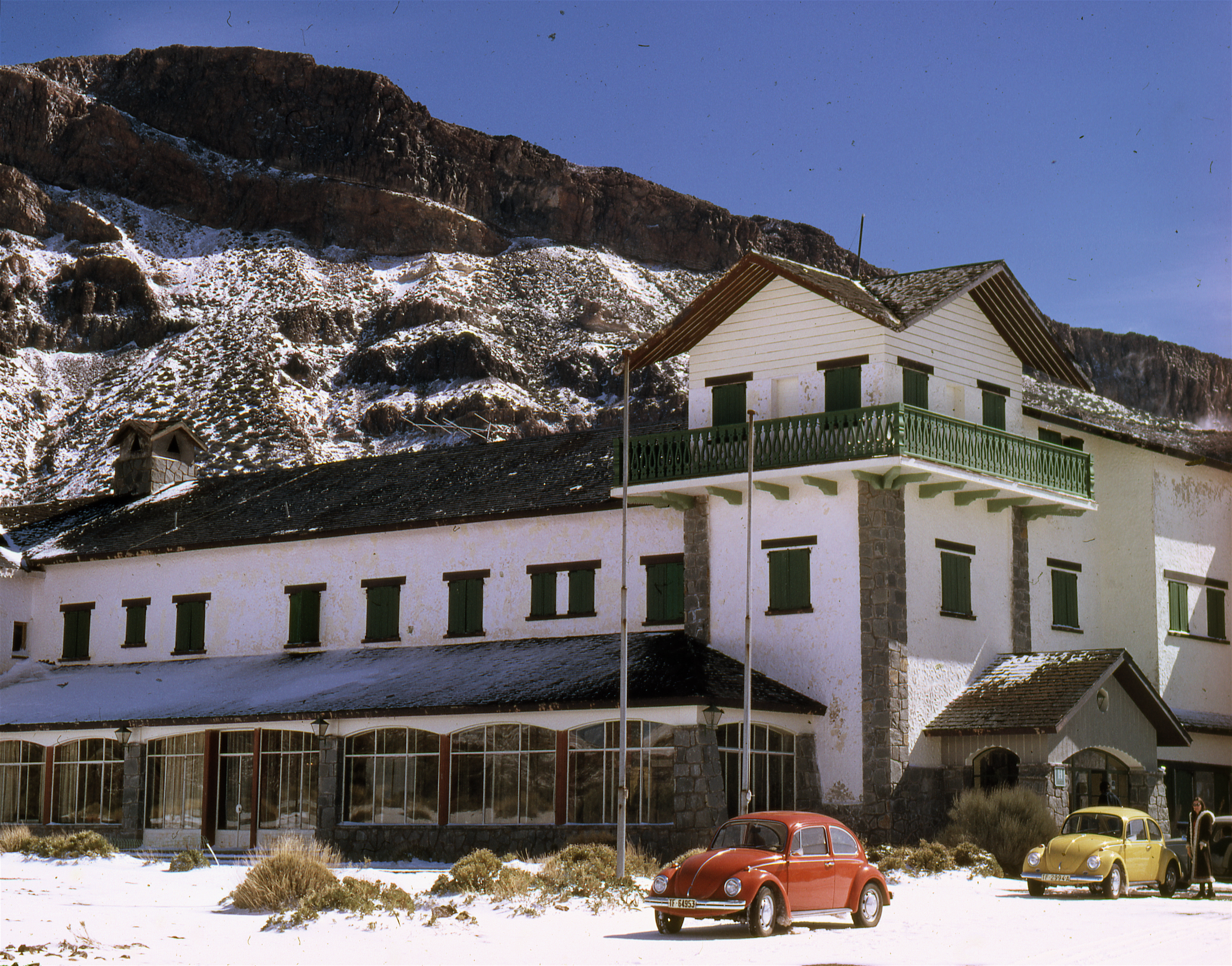
El parador de Las Cañadas en 1972.

- En 1966 se rodó la película, "One Million Years B.C.", rodada en el parque nacional del Teide y que estuvo protagoniza por la actriz Raquel Welch.

- Mike Oldfield incluyó en su recopilatorio The Complete fel del año 1985, la canción Mount Teide dedicada a este volcán tinerfeño.

- En el parque nacional del Teide también se rodaron la mayoría de las escenas de las películas Furia de titanes (2010) y Wrath of the Titans (2012).

- El músico inglés Brian May estudió distintos fenómenos astronómicos desde Izaña en las Cañadas del Teide. Incluso escribió la canción "Tie Your Mother Down" en este parque nacional.

- El Teide fue elegido como el segundo volcán más impresionante de Europa, después del Etna, por los usuarios del portal en internet "TripAdvisor", que ha efectuado una lista con los diez volcanes europeos más impactantes por su belleza y poder destructivo.[24]

- El 8 de diciembre de 2008 tras una iniciativa de la principal comunidad judía de Canarias (con sede en Tenerife) se colocó la bandera de Israel ondeante durante unos minutos a los pies del Teide. Dicho acto fue acogido con alegría por los judíos isleños.[25]

- El parque nacional del Teide fue durante el año 2010 el parque nacional más visitado de Europa y el segundo parque nacional más visitado del mundo.[26][27]

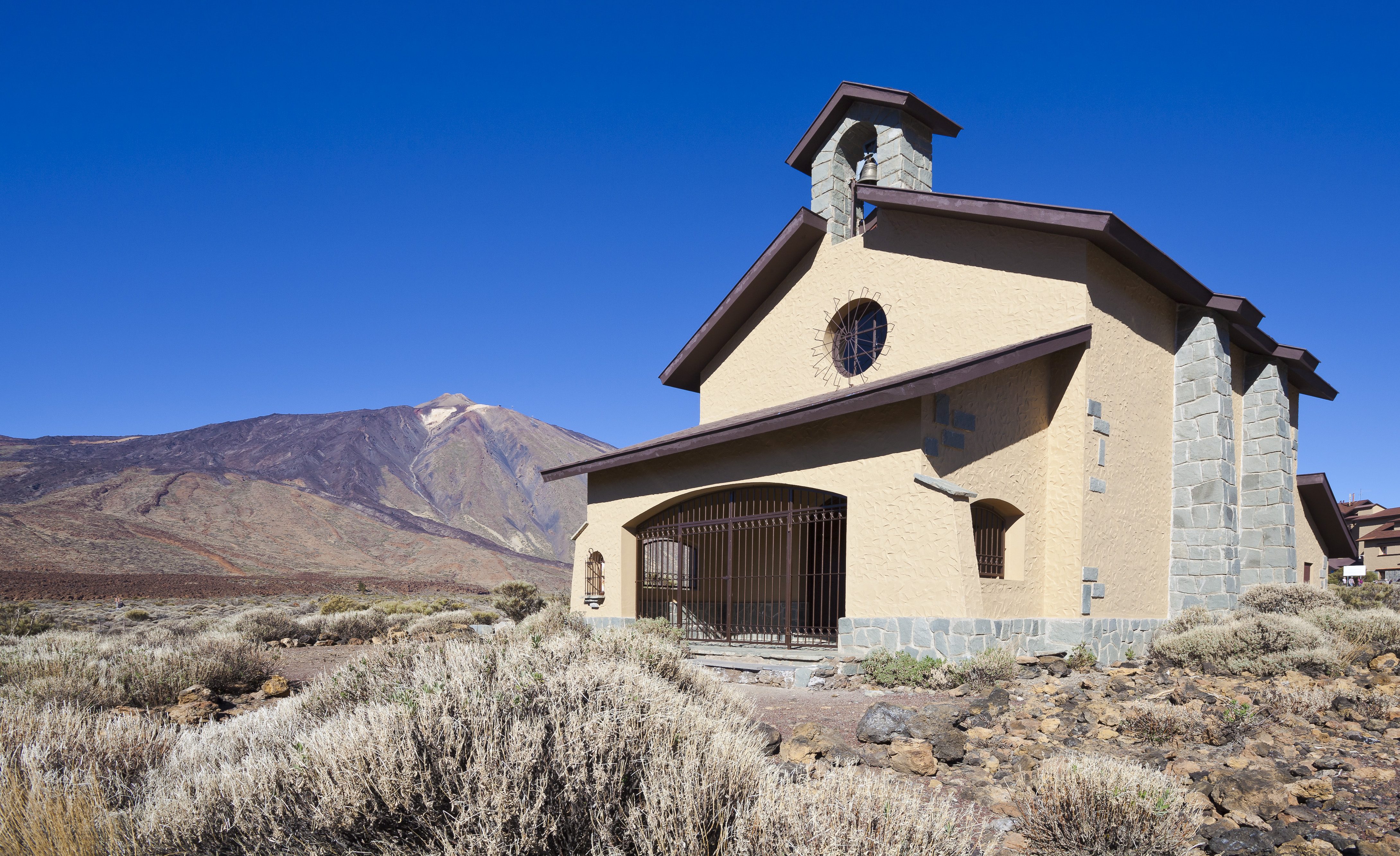
Ermita de la Virgen de las Nieves.

- Junto al Parador de Turismo de Las Cañadas se encuentra una pequeña ermita dedicada a la Virgen de las Nieves, la cual es el templo cristiano a más altitud de España.

- El videoclip de la canción 'The Island - Pt. 1 Dawn' del grupo australiano Pendulum fue grabado íntegramente en el parque nacional y publicado el día 2 de septiembre de 2010, donde se puede distinguir al comienzo del vídeo la silueta del volcán del Teide y los paisajes característicos del parque nacional durante toda la filmación

- Tenerife fue el lugar en donde L. Ron Hubbard (fundador de la Iglesia de la Cienciología) recogió los llamados "materiales de OT-III", según esta doctrina uno de los volcanes a donde fueron arrojados los "thetans" hace 75 millones de años es el Teide, conjuntamente con otros volcanes del mundo, principalmente de Hawái.[28]

- El 24 de junio de 1989 el programa radiofónico Espacio en Blanco de la Radiocadena Española (la actual Radio 5) y actualmente en M80 Radio, convocó una "Alerta OVNI" en el parque nacional del Teide con el propósito de lograr algún tipo de contacto con los extraterrestres. A este evento acudieron cerca de cuarenta mil personas.[29]

- El 8 de enero de 1998, fueron detenidos los miembros de una secta liderada por una psicóloga alemana, llamada Heide Fittkau Garthe, quien era sospechosa de intentar, junto a los miembros de su secta, realizar un suicidio ritual en el Teide.

- El compositor canario Benito Cabrera se inspiró en el paisaje del Teide para la famosa canción Nube de Hielo.[30]

- La sexta entrega de la saga Rápido y Furioso (The Fast and the Furious), protagonizada por Vin Diesel, y dirigida por Justin Lin, contó con el Teide como escenario principal de la mayoría de sus planos exteriores.

- En 2017, el parque nacional del Teide fue el octavo lugar más buscado en la plataforma Google Street View con un total de 8,6 millones de visitas, estando a un nivel similar a lugares como el Taj Mahal, el Mont Blanc, la Necrópolis de Guiza, Angkor Wat o Stonehenge.[31]

- En 2018, los alrededores del parque nacional acogieron parte del rodaje de la película estadounidense Rambo V: Last Blood, protagonizada por Sylvester Stallone y Paz Vega entre otros.[32]

## Galería

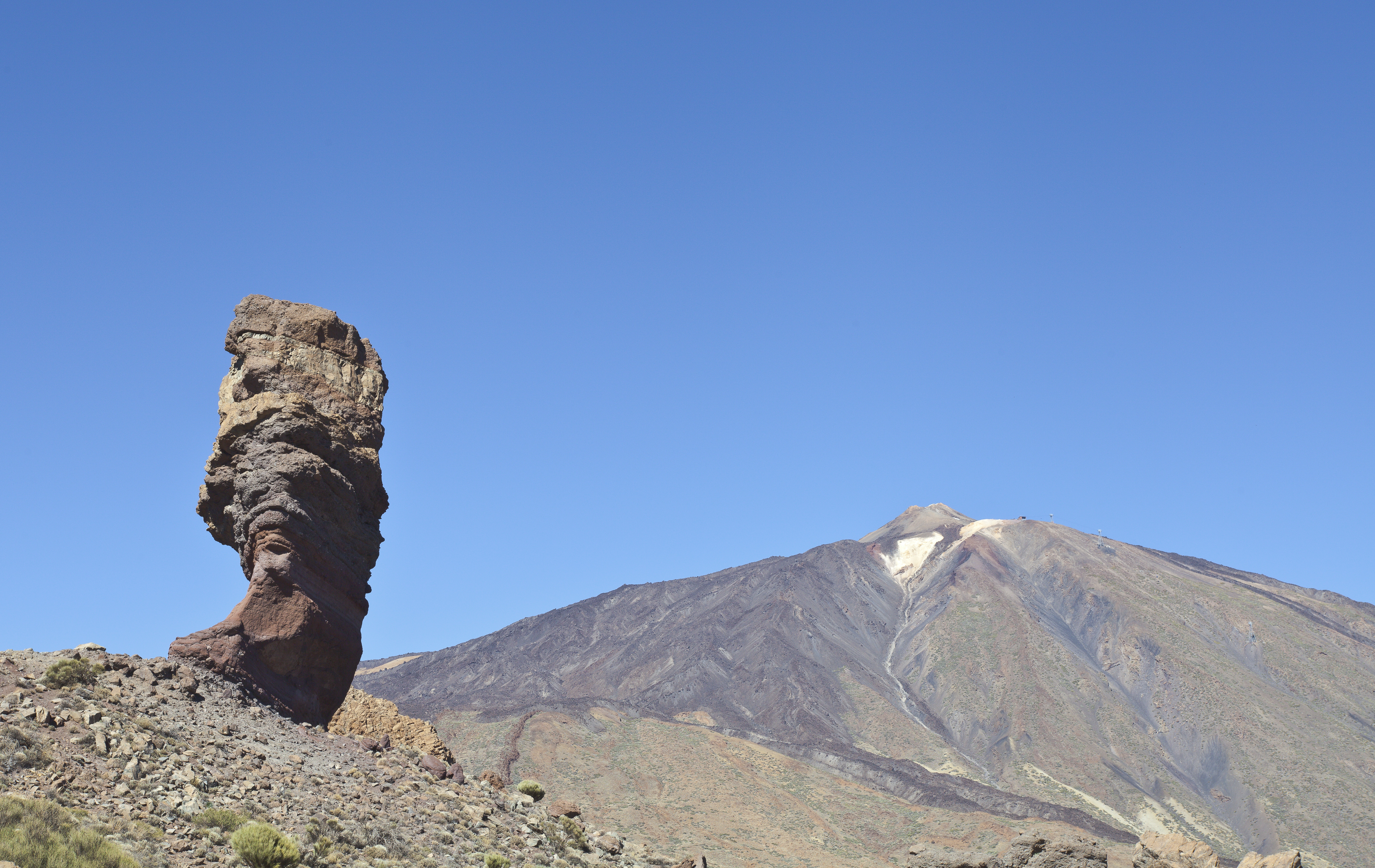
Roque Cinchado.
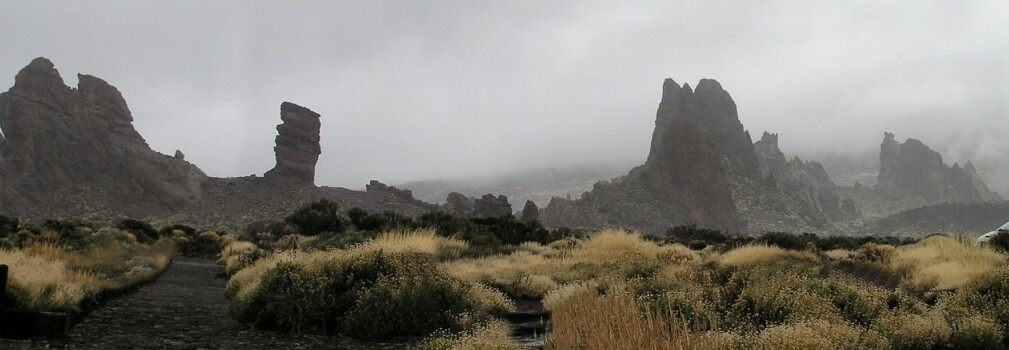
Tempestad.
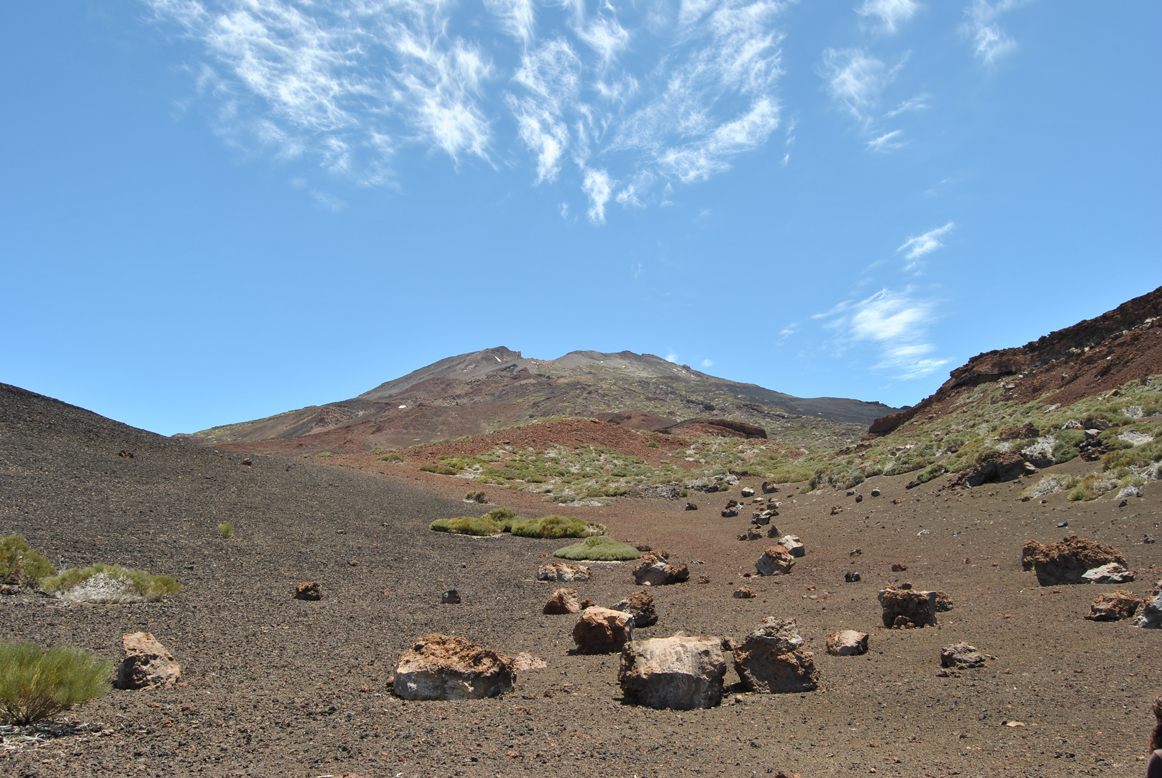
Pico Viejo.
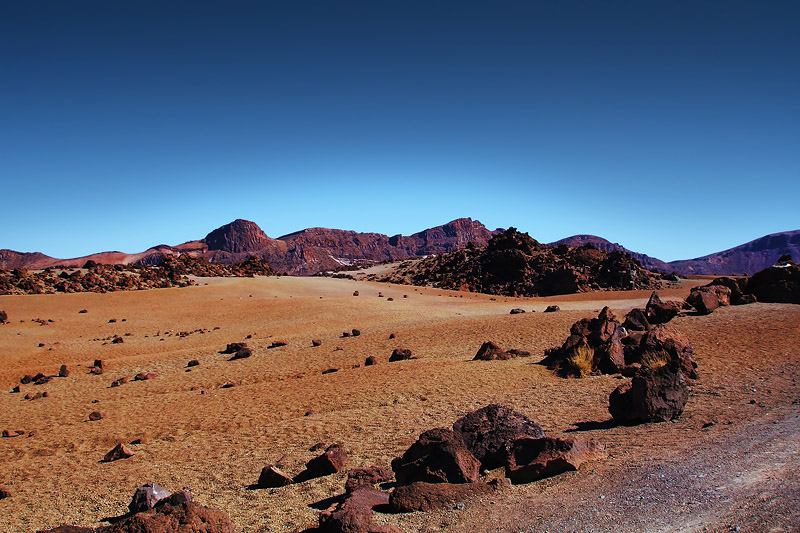
Minas de San José.
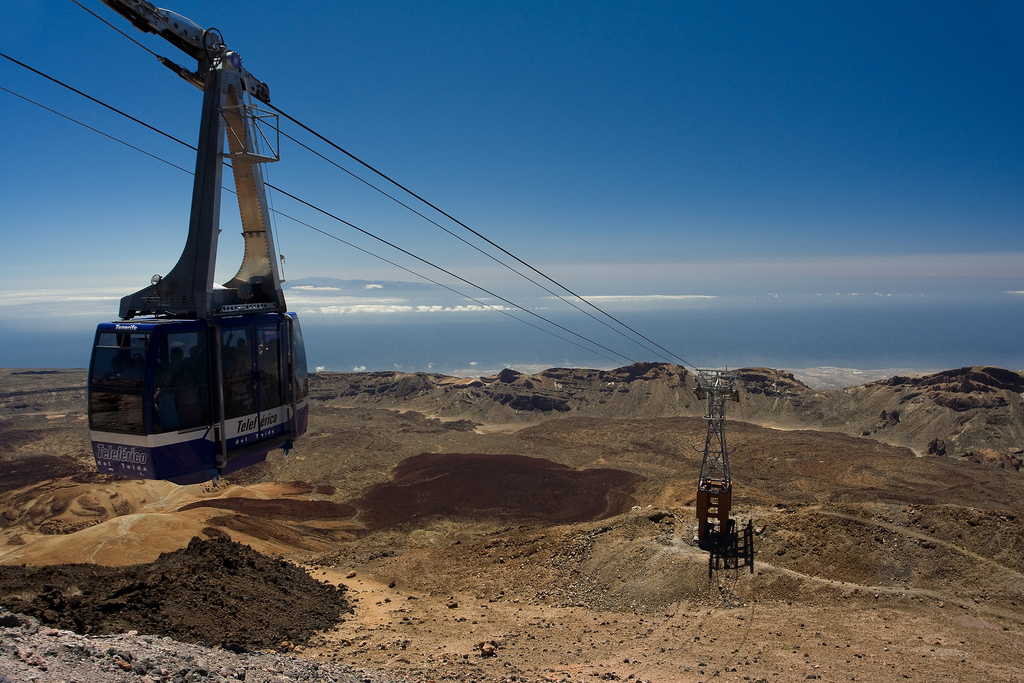
Teleférico del Teide.
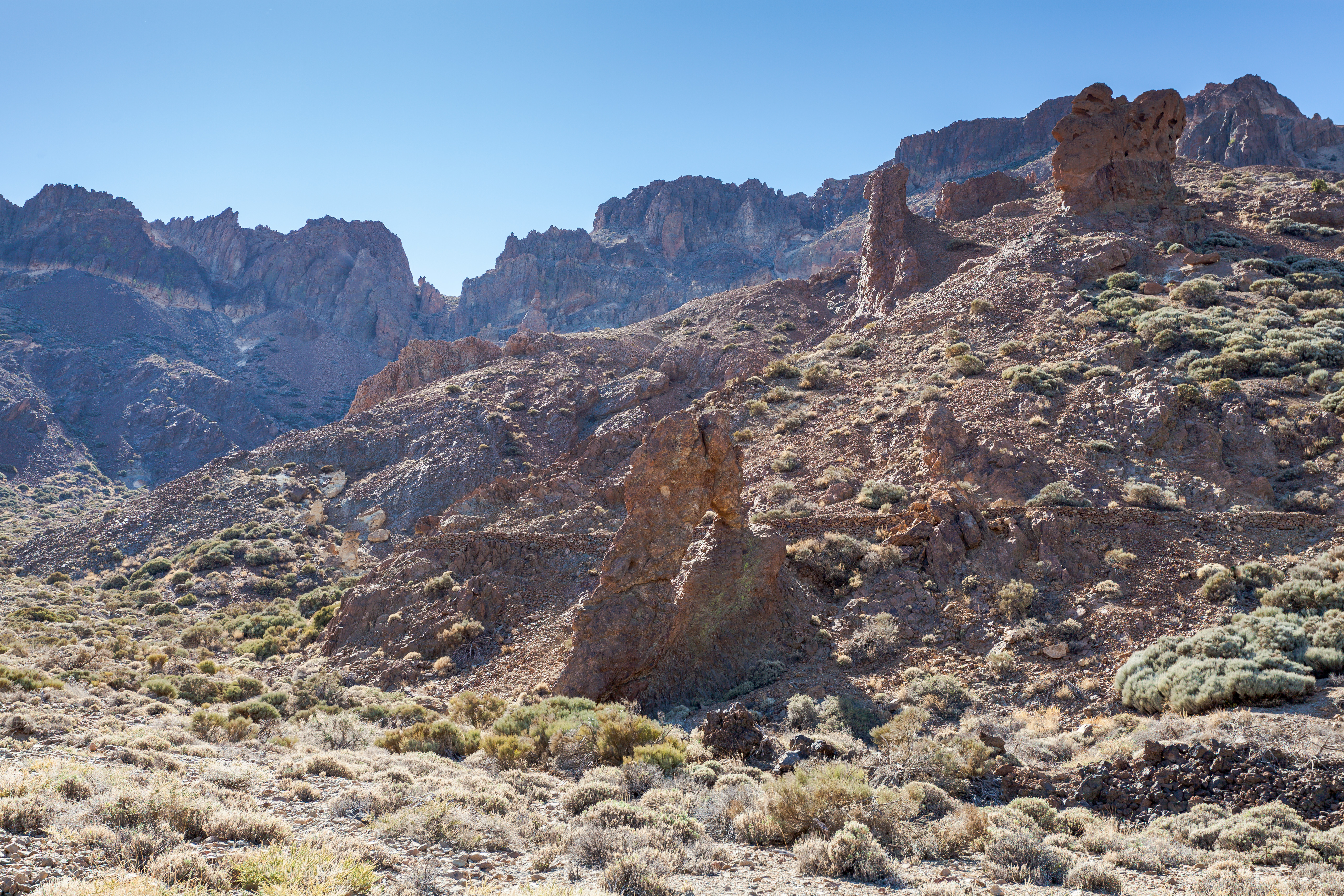
Formación rocosa conocida como el "Zapato de la Reina".
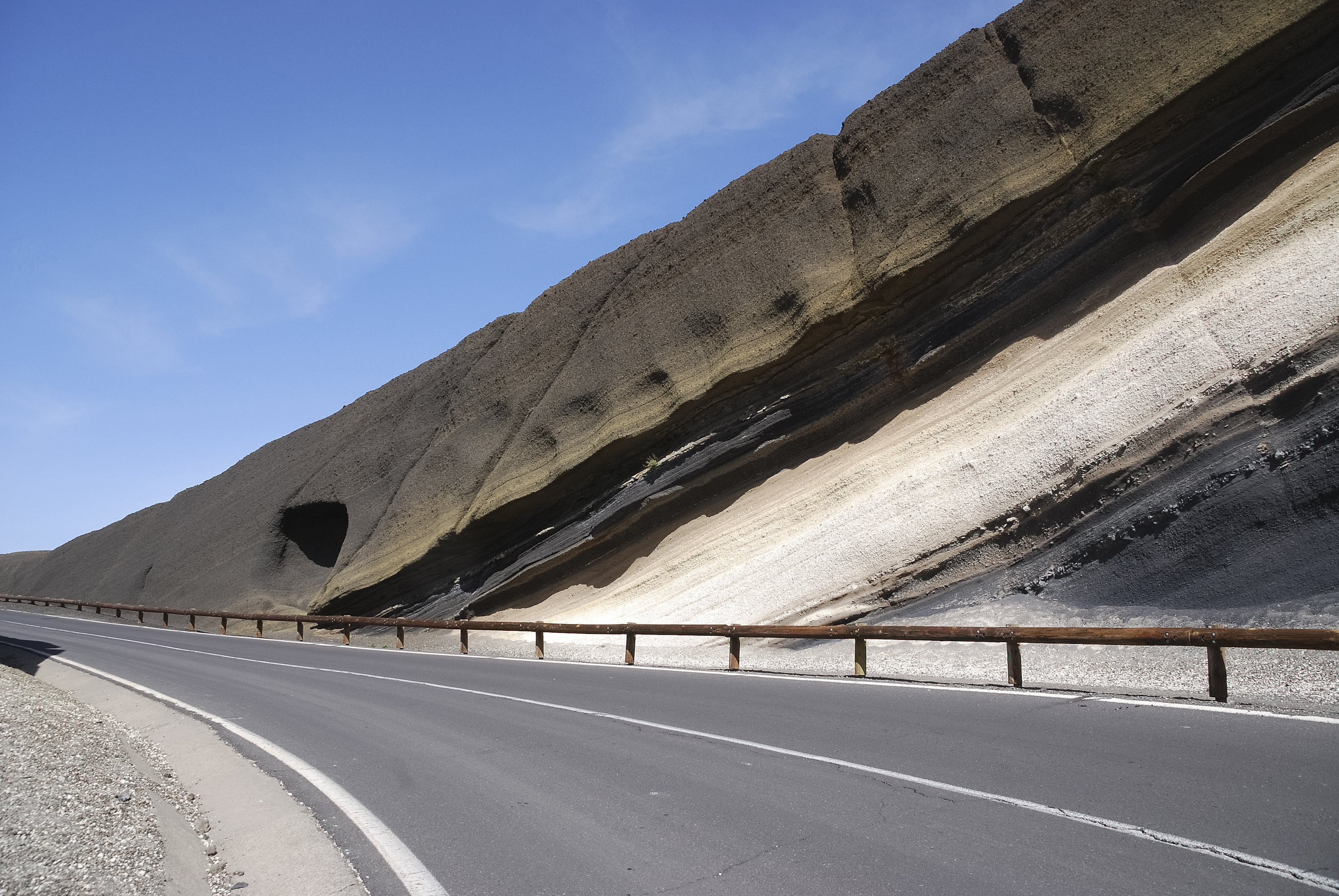
Formación conocida como La Tarta del Teide.